# Ratomir Tvrdić
Ratomir "Rato" Tvrdić (Split, 14. rujna 1943. – ?, 2024.) bio je hrvatski košarkaš, jugoslavenski reprezentativac i kapetan reprezentacije.
Igrao je na položaju beka. Igrao je koncem 1960-ih i 1970-ih. Karijeru je okončao 1977. godine.

## Igračka karijera

### Klupska karijera
U karijeri je igrao za "Jugoplastiku". S Jugoplastikom osvojio je dva državna prvenstva (1970., 1977.), tri kupa (1972., 1974., 1977.) i dva Kupa Radivoja Koraća (1976., 1977.). Bio je doprvakom Kupa europskih prvaka 1971./72. i Kupa pobjednika kupova 1972./73.

### Reprezentativna karijera
S reprezentacijom je osvojio dva srebra (1967., 1974.) i zlato (1970.) na svjetskim prvenstvima, srebro (1969.) i dva zlata na europskim prvenstvima (1973., 1975.)  te zlato na Mediteranskim igrama (1967.).
S reprezentacijom još je igrao na europskom prvenstvu 1967. kad su bili 9. te na Olimpijskim igrama 1972. kad su bili 5.

## Vanjske poveznice
- Sports-reference  Arhivirana inačica izvorne stranice od 17. prosinca 2012. (Wayback Machine)